# Istihsan
Istihsan (arab. استحسان) – zasada w prawie muzułmańskim polegająca na tym, że przy wyroku sędziowie kierują się dobrem pojedynczego muzułmanina, podkreślając w ten sposób jego wolność. Zasadą tą kierują się zwolennicy szkoły hanafickiej. 
W opozycji do zasady istihsan stoi istislah, zgodnie z którą wyroki należy wydawać z korzyścią dla wspólnoty a nie jednostki. Zasada ta przestrzegana jest przez przedstawicieli szkoły malikickiej.